# Паленсия, Мигель
Миге́ль Пале́нсия Ка́льво (исп. Miguel Palencia Calvo; род. 2 января 1984 года в Мадриде) — испанский футболист, защитник.

## Клубная карьера
Мигель прошёл все молодёжные команды мадридского «Реала». За главную команду гранда испанского футбола он дебютировал в 2005 году и всего провёл два матча. В сезоне 2007/08 Мигель перешёл в бельгийский «Мускрон», но сыграл там только одну игру и покинул команду по окончании сезона. Следующий сезон он провёл во второй команде «Хетафе», а затем перешёл в «Атлетико Сьюдад». Первую половину сезона Мигель пропустил из-за травмы, но во второй половине был одним из лучших игроков команды и сыграл одиннадцать матчей. В 2010 году «Атлетико Сьюдад» был расформирован, и защитнику пришлось искать новую команду. Полгода он провёл в клубе «Лас-Росас», ещё полгода — в «Ориуэле». Летом 2011 года игрок покинул «Ориуэлу» в течение почти трёх лет являлся свободным агентом. В 2014 году он возобновил карьеру в польской «Конкордии».

## Карьера в сборной
Мигель играл в юношеских сборных Испании до 16 и до 17 лет. В составе сборной Испании (до 16) он выиграл Чемпионат Европы-2001 в своей возрастной категории.

## Достижения
- Победитель чемпионата Европы-2001 (до 16 лет): 2001